# Cynoscion
Cynoscion è un genere di pesci ossei marini e, limitatamente, d'acqua salmastra e dolce appartenente alla famiglia Sciaenidae.

## Distribuzione e habitat
Endemici delle acque marine costiere delle Americhe, soprattutto di quella meridionale. Piuttosto eurialini, penetrano nelle acque salmastre e, poche specie, anche in quelle del tutto dolci.

## Pesca
Sono oggetto di pesca commerciale e sportiva.

## Specie
- Cynoscion acoupa
- Cynoscion albus
- Cynoscion analis
- Cynoscion arenarius
- Cynoscion guatucupa
- Cynoscion jamaicensis
- Cynoscion leiarchus
- Cynoscion microlepidotus
- Cynoscion nannus
- Cynoscion nebulosus
- Cynoscion nortoni
- Cynoscion nothus
- Cynoscion othonopterus
- Cynoscion parvipinnis
- Cynoscion phoxocephalus
- Cynoscion praedatorius
- Cynoscion regalis
- Cynoscion reticulatus
- Cynoscion similis
- Cynoscion squamipinnis
- Cynoscion steindachneri
- Cynoscion stolzmanni
- Cynoscion striatus
- Cynoscion virescens
- Cynoscion xanthulus[2]